# Ами дю Шамбертен
Ами дю Шамбертен (фр. Ami du Chambertin) или Л’Ами дю Шамбертен (фр. L'Ami du Chambertin) — французский полумягкий сыр из коровьего молока.
Ближайший родственник другого мягкого сыра Эпуасс.

## История
Ами дю Шамбертен был создан в 1950 году французским производителем сыра Раймоном Гогри, который жил рядом с виноградниками Жевре-Шамбертен. Название для сыра также было выбрано этим сыроваром.

## Изготовление
Для приготовления сыра используется молоко коров трёх пород Брюн, Французский Симменталь и Монбельярд. Молоко в сыроварню собирается более чем от 13 производителей молока. Вкус получаемого сыра во многом обусловлен растительностью тех пастбищ, на которых пасутся коровы. Ами дю Шамбертен производится с весны и до осени. Сыр выдерживается в течение одного—двух месяцев во влажном подвале. В период созревания корочка сыра регулярно омывается бренди «Марк де Бургонь» (фр. Marc de Bourgogne), который придаёт ей оранжевый цвет и характерный вкус.

## Описание
Головки сыра имеют форму диска диаметром 8,5—9 сантиметров, высотой 4—4,5 сантиметра и весом 250 грамм. Поверхность головок влажная, слегка сморщенная, красно-оранжевого цвета. Сыр обладает сильным, резким ароматом с нотками бренди и мягким сливочным вкусом.
Употребляется в качестве самостоятельного блюда с красным вином Gevrey Chambertin или белым — Puligny-Montrachet.